# William Richard Hamilton

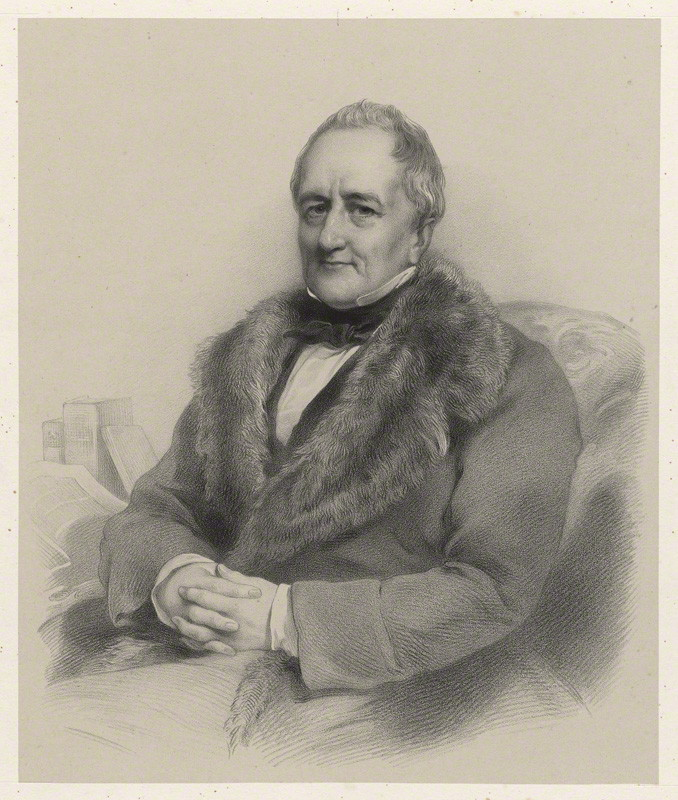
William Richard Hamilton

William Richard Hamilton (1777-1859) foi um antiquário e diplomata britânico.  

## Origens
Nascido em St. Martin-in-the-Fields, Londres, em 1777, ele era o terceiro filho de Anthony Hamilton, arquidiácono de Colchester, e Anne, filha de Richard Terrick, bispo de Londres.  

## Carreira
Estudou na Harrow School e no St John's College, em Cambridge, e em 1799 foi nomeado secretário-chefe de Thomas Bruce. Ele estava no Egito quando os britânicos assumiram o controle dos franceses, protegeram a Pedra de Roseta e supervisionaram seu transporte para a Inglaterra. Depois de uma viagem pelo Rio Nilo, ele escreveu uma obra bem conhecida da egiptologia, Egyptiaca.
De 1809 a 1822 Hamilton foi Subsecretário Permanente de Relações Exteriores, e de 1822 a 1825 foi Ministro e Enviado Plenipotenciário no Reino das Duas Sicílias. Em 1830 ele sucedeu Thomas Lawrence como secretário da  Society of Dilettanti, cargo que ocupou até sua morte em 1859.   